# Міра Радона
Міра Радона — міра на сигма-алгебрі борелівських множин на гаусдорфовому топологічному просторі X, яка є локально скінченною та внутрішньою регулярною.

## Означення

### Допоміжні означення
Нехай μ є мірою на сигма-алгебрі борелівських множин у гаусдорфовому топологічному просторі X.
Міра μ називається внутрішньо регулярною, якщо для будь-якої борелівської множини B, μ(B) є рівною супремуму чисел μ(K) для компактних підмножин K в B.
Міра μ називається зовнішньою регулярною, якщо для будь-якої борелівської множини B, μ(B) є інфімумом μ(U) по всіх відкритих множинах U, що містять B.
Міра μ називається локально скінченною, якщо кожна точка в X має окіл U, на якому значення μ(U) є скінченним. Якщо μ є локально скінченною, то μ є скінченною на компактних множинах. У випадку локально компактних гаусдорфових просторів також міра, яка є скінченною на усіх компактних підмножинах є локально скінченною. У цьому випадку відповідно умови локальної скінченності і скінченності на компактних множинах є еквівалентними.

### Міра Радона
Міра μ на сигма-алгебрі борелівських множин називається мірою Радона, якщо вона є внутрішньо регулярною і локально скінченною. 
Визначена так міра породжує міру {\displaystyle \mathrm {M} } на борелівській σ-алгебрі задану як {\displaystyle \mathrm {M} (E)=\inf\{\mu (U)\ |\ U\supset E\}} для усіх борелівський множин E, де в означенні усі множини U по яких береться інфімум є відкритими.
Введена міра {\displaystyle \mathrm {M} } є локально скінченною, зовнішньою регулярною і задовольняє властивість внутрішньої регулярності для відкритих множин та сигма скінченних щодо міри {\displaystyle \mathrm {M} } множин. Навпаки для міри {\displaystyle \mathrm {M} }, що задовольняє такі властивості можна визначити міру {\displaystyle \mu } як {\displaystyle \mu (E)=\sup\{\mathrm {M} (B)\ |\ B\subset E,\ M(B)<\infty \}}, де усі множини B по яких береться супремум є борелівськими.
Через зв'язок між мірами {\displaystyle \mu } і {\displaystyle \mathrm {M} } мірою Радона можна називати будь-яку із цих мір тобто в означенні може бути внутрішньо регулярна,і локально скінченна міра або локально скінченна, зовнішньо регулярна міра, що є внутрішньо регулярною на відкритих множинах. Також можна в означенні міри Радона розглядати обидві міри із відповідними зв'язками між ними. Якщо якась із цих мір є сигма скінченною, то  {\displaystyle \mathrm {M} =\mu .}
Прикладом локально компактного простору X у якому ці міри не є рівними є підмножина дійсної площини, що складається із осі ординат, тобто точок виду (0,y) і точок виду (1/n,m/n2)  де m,n є натуральними числами із топологією у якій всі точки (1/n,m/n2) є відкритими множинами, а база околів точок (0,y) складається із підмножин X виду (u,v) де |v − y| ≤ |u| ≤ 1/n для деякого натурального числа n. Топологічний простір X є локально компактним. На ньому можна ввести міру m у якій вісь ординат має міру 0, а точка (1/n,m/n2) має міру 1/n3. Ця міра є внутрішньо регулярною і локально скінченною але не зовнішньо регулярною оскільки кожна відкрита множина, що містить вісь ординат має нескінченну міру . Зокрема сама вісь ординат має m-міру рівну 0 але M-міру рівну нескінченності.
У теорії інтегрування на локально компактних гаусдорфових просторах найбільше значення має міра {\displaystyle \mathrm {M} }. Саме вона зустрічається, наприклад у твердження теореми Ріса про інтегральне представлення.

### Зауваження
- Означення можна узагальнити для просторів, що не є гаусдорфовими, замінивши скрізь термін «компактний» на «замкнутий і компактний» але це узагальнення розглядається нечасто.

## Приклади
Приклади міри Радона:
- Міра Лебега на евклідовому просторі (обмежена на борелівські підмножини);
- Міра Хаара на будь-якій локально компактній топологічній групі;
- Міра Дірака на будь-якому топологічному просторі;
- Гаусові міри на евклідовому просторі {\displaystyle \mathbb {R} ^{n}} з його борелівською сигма-алгеброю;
- Ймовірнісні міри на σ-алгебрі борелівських множин будь-якого польського простору. Цей приклад не тільки узагальнює попередній  але включає багато мір на локально компактних просторах, наприклад, міру Вінера на просторі дійсних неперервних функцій на відрізку [0,1].

Приклади мір, що не є мірами Радону:
- Лічильна міра на евклідовому просторі не є мірою Радона, оскільки вона не є локально скінченною.
- Простір ординалів до першого незліченного ординала з топологією порядку є компактним топологічним простором. Міра, яка дорівнює 1 на будь-якій множині, що містить незліченну замкнуту множину, і 0 в іншому випадку, є борелівською, але не є мірою Радона.
- Нехай X — множина [0,1) із топологією стрілки Зоргенфрея. Стандартна міра Лебега на цьому топологічному просторі не є мірою Радона, оскільки вона не є внутрішньо регулярною. Останнє випливає з того, що в цій топології компактні множини є не більш ніж зліченними.
- Стандартна міра добутку на {\displaystyle (0,1)^{\kappa }} з незліченним {\displaystyle \kappa } не є мірою Радона, оскільки будь-яка компактна множина міститься всередині добутку незліченної кількості замкнутих інтервалів, міра кожного з яких є меншою 1.

## Інтегрування на локально компактних просторах
Далі X позначає гаусдорфів локально компактний топологічний простір, μ — міру Радона (зовнішню регулярну і внутрішньо регулярну на відкритих підмножинах, яка вище позначалася {\displaystyle \mathrm {M} }) на {\displaystyle X}.
Неперервні дійснозначні функції із компактним носієм на X утворюють векторний простір {\displaystyle {\mathcal {K}}(X)=C_{C}(X)}, на якому можна задати локально опуклу топологію.
- Міра μ задає додатний лінійний функціонал на просторі {\displaystyle {\mathcal {K}}(X)}:
{\displaystyle I\colon f\mapsto \int \limits _{X}f\,d\mu } Додатність означає, що {\displaystyle I(f)\geqslant 0}, якщо {\displaystyle f\geqslant 0}.   Неперервність відносно локально опуклої топології еквівалентно можна сформулювати так: для кожної компактної підмножини K простору X існує константа MK така, що для кожної неперервної на X функції f носій якої є підмножиною K,
{\displaystyle |I(f)|\leq M_{K}\sup _{x\in X}|f(x)|.}

- Навпаки згідно теореми Ріса про інтегральне представлення, для довільного неперервного додатного лінійного функціоналу на просторі {\displaystyle {\mathcal {K}}(X)} існує міра Радона {\displaystyle \mu } для якої {\textstyle I(f)=\int \limits _{X}f\,d\mu .} Одним із підходів до побудови теорії інтегрування полягає у розгляді спершу неперервного додатного лінійного функціоналу на просторі {\displaystyle {\mathcal {K}}(X)} (такі функціонали, як правило і називаються тоді мірами Радона), після чого розглядається інтегрування для ширших класів функцій, а міра борелівських множин визначається через характеристичні функції.

### Інтегрування
Визначення інтеграла на ширший клас функцій (необов'язково з компактним носієм) здійснюється у кілька кроків:
1. Визначається верхній інтеграл μ*(g) напівнеперервних знизу додатних (дійсних) функцій g як супремум (можливо, нескінченний) додатних чисел  μ(h) для неперервних із компактним носієм функцій h≤g .
2. Визначається верхній інтеграл μ*(f) для довільної додатної дійснозначної функції f як інфімум верхніх інтегралів μ*(g) для напівнеперервних знизу функцій g≥f.
3. Визначається векторний простір F = F(Х;μ) як простір всіх функцій f на X, для яких верхній інтеграл μ*(|f| ) є скінченним; верхній інтеграл абсолютного значення визначає напівнорму на F, і F є повним простором щодо топології, що визначається цією напівнормою.
4. Визначається простір L1(X,μ) інтегровних функцій як замикання у F простору неперервних функцій із компактним носієм.
5. Визначається інтеграл для функцій з L1(X,μ) через розширення неперервності (після перевірки того, що μ неперервна щодо топології L1(X,μ)).
6. Визначається міра множини як інтеграл (коли він існує) характеристичної функції множини.

Можна переконатися, що ці дії дають теорію, ідентичну тій, що починається з міри Радона, яка визначається як функція, яка привласнює число кожній борелівській множині у X. 

## Метрика Радона
Конусу всіх мір Радона на {\displaystyle X} можна надати структуру повного метричного простору. Відстань між двома мірами Радона {\displaystyle \mu _{1},\mu _{2}}, визначається таким чином:
{\displaystyle \rho (\mu _{1},\mu _{2})=\sup \left\{\int \limits _{X}f(x)\,d(\mu _{1}-\mu _{2})(x)\right\},}
де супремум береться за всіма неперервними функціями {\displaystyle f\colon X\to [-1,1]}
Ця метрика називається "метрикою Радона".
Збіжність мір у метриці Радона іноді називають сильною збіжністю.
Простір радонових ймовірнісних мір на {\displaystyle X},
{\displaystyle {\mathcal {P}}(X):=\{\mu \mid \mu (X)=1\},}
не є секвенціально компактним по відношенню до цієї метрики, тобто не гарантується, що будь-яка послідовність ймовірнісних мір матиме збіжну підпослідовність.
Збіжність у метриці Радона тягне за собою слабку збіжність мір:
{\displaystyle \rho (\mu _{n},\mu )\to 0\Rightarrow \mu _{n}\rightharpoonup \mu }
Обернене твердження не є вірним.